# Rumburk (nádraží)
Rumburk je železniční stanice v severní části stejnojmenného města v okrese Děčín ve Ústeckém kraji poblíž řeky Mandava. Leží na neelektrizovaných jednokolejných železničních tratích Děčín – Rumburk, Rumburk–Sebnitz, Rumburk – Panský – Mikulášovice, Rumburk–Ebersbach. Přímo před budovou je umístěno též městské autobusové nádraží. Ve městě se dále nachází železniční zastávka Rumburk zastávka.

## Historie
Stanice byla otevřena 16. ledna 1869 společností Česká severní dráha (BNB) prodloužením trati zprovozněné roku 1867 z Bakova nad Jizerou a České Lípy přes Nový Bor do Rumburku, odkud byla trať dále vedena ke státní hranici s Pruskem. Stavbu trati a železničních budov prováděla firma Vojtěcha Lanny, dle typizovaného předpisu drážních budov BNB. 29. října 1869 byla z nádraží vyvedena vlečka do Dolních Křečan.[zdroj?]
8. ledna 1873 BNB dále dobudovala a otevřela železniční spojení z Rumburku do Šluknova, roku 1884 prodloužené do Mikulášovic a roku 1904 až k německé hranici v Dolní Poustevně (1905 dokončeno spojení do Sebnitzu). 1. listopadu 1873 spojila nově zbudovaná dráha, též v majetku BNB, rumburské nádraží přes Jiříkov s německým Ebersbachem.[zdroj?]
29. října 1902 otevřela společnost Místní dráha Mikulášovice-Rumburk trať z Mikulášovic navazující na klečanskou vlečku pro osobní a nákladní dopravu. BNB roce 1908 pak obsluhovala stanici jedna společnost, Císařsko-královské státní dráhy (kkStB), po roce 1918 pak správu přebraly Československé státní dráhy.[zdroj?]

## Popis
Železniční stanice Rumburk má dva obvody - obvod DKV (ČD OCÚ Střed PP Rumburk) (koleje č. 101, 102,103, 104, 105, 107) a obvod samotné stanice (koleje č. 1, 2, 3, 4, 5, 7, 9, 11, 13).[zdroj?]

### Kolejiště
V obvodu DKV jsou všechny koleje manipulační a vjezd posunu do obvodu samotné stanice je dovolován skupinovým návěstidlem Se100. V obvodu samotné stanice je 5 dopravních kolejí (č. 1, 3, 5, 7, 9), všechny dopravní koleje jsou průjezdné a odjezdová návěstidla jsou přímo u koleje platné vždy pro jednu kolej. Manipulační koleje jsou v obvodu stanice 4 (č 2, 4, 11, 13), z nichž jsou 3 kusé. Nízká nástupiště konstrukce Tischer, vysypaná štěrkem, jsou u kolejí 1. , 3. a 5..[zdroj?]
V obvodu železniční stanice je celkem sedmnáct výhybek (jedna křižovatková) a všechny jsou přestavované elektromotoricky, v obvodu DKV je pět výhybek a všechny jsou přestavované ručně. Vjezdová/odjezdová rychlost v pokračování traťové koleje (od Krásné Lípy na kolej č. 1, od Jiříkova na kolej č. 2) je traťová s  místním omezením, do odbočky pak 40 km/h. V obvodu žst na lichém zhlaví je železniční přejezd.[zdroj?]

### Zaústění tratí
Do stanice jsou zaústěny čtyři železniční tratě - od Jiříkova, Šluknova, Panského a Krásné Lípy. Tratě od Krásné Lípy (vjezdové návěstidlo L), Panského (vjezdové návěstidlo ML) a Šluknova (vjezdové návěstidlo PL) jsou zaústěny do lichého zhlaví. Trať od Jiříkova (vjezdové návěstidlo S) je zaústěno do sudého zhlaví.[zdroj?]

### Zabezpečovací zařízení
Stanice je vybavena zabezpečovacím zařízením 3. kategorie - RZZ AŽD 71 s ovládáním z JOP. Je tedy obsazena pouze výpravčím. Výprava vlaků s přepravou cestujících se provádí návěstí hlavního návěstidla.[zdroj?]
Výpravčí žst Rumburk dále dálkově ovládá (DOZ) zabezpečovací zařízení ve stanicích Šluknov a Jiříkov.[zdroj?]
Traťové zabezpečovací zařízení je ve směru do Krásné Lípy, Šluknova a Jiříkova automatické hradlo (bez návěstního bodu), trať ve směru do Panského je zabezpečena telefonickým dorozumíváním podle předpisu D3 (sídlo dirigujícícho dispečera je v Mikulášovicích dolním nádraží).[zdroj?]